# Osenca
Osenca este o localitate din comuna Celje, Slovenia, cu o populație de 84 de locuitori.